# Ali Shariati (Aktivist)
Ali Shariati (persisch علی شریعتی Ali Schariati, * 1988) ist ein iranischer Aktivist und politischer Gefangener. Er wurde in den Demonstrationen gegen Säureangriffe auf Frauen in Isfahan verhaftet und trat in einen 61-tägigen Hungerstreik, mit dem er ein faires Gerichtsverfahren forderte.

## Aktivismus
Ali Shariati hat ein Architekturstudium absolviert. Er wurde am 14. Februar 2011 verhaftet, als er gegen die Wahlen 2009 protestierte und Solidarität mit den tunesischen Volksaufständen zum Ausdruck brachte. Er blieb für einen Monat im Evin-Gefängnis in Einzelhaft. In seinem Prozess wurde er zu zwei Jahren Gefängnis und Schlägen verurteilt. Später wurde das Strafmaß auf ein Jahr reduziert und die Schläge erlassen. Er wurde nach acht Monaten entlassen.
Am 13. Juni 2014 wurde Ali während einer friedlichen Demonstration gegen den Hausarrest der Führer der Grünen Bewegung verhaftet. Shariati wurde der Propaganda gegen das Iranische Regime beschuldigt, jedoch wieder freigelassen.
Am 18. Februar 2015 wurde Shariati erneut in seinem Haus verhaftet. Bei zwei Verhandlungsterminen wurde er wegen Verleumdung, Beleidigung des Obersten Führers, Demonstrationen gegen Säureangriffe im Iran und "Missachtung von behördlichen Anweisungen" angeklagt. Am 11. September 2015 wurde er zu 12 Jahren und 9 Monaten Haft verurteilt. Sein Urteil wurde später im Berufungsgericht im Juni 2016 auf 5 Jahre verkürzt.
Ali Shariati wurde am 10. Oktober 2016 ohne Ankündigung verhaftet.